# Ismail Ould Bedde Ould Cheikh Sidiya
Ismail Ould Bedde Ould Cheikh Sidiya (arabisch إسماعيل ولد بده ولد الشيخ سيديا‎; * 17. März 1961 in Boutilimit) ist ein mauretanischer Politiker. Er war vom 5. August 2019 bis zum 6. August 2020 der 15. mauretanische Premierminister. Er gehört zu den Gründungsmitgliedern der Regierungspartei Union pour la République.

## Leben
Ismail Ould Bedde Ould Cheikh Sidiya wurde in Boutilimit geboren und hat einen Abschluss als Ingenieur von der École Centrale Paris. Ould Cheikh Sidiya begann seine Karriere als Leiter des Büro für Studien und Programmierung der Société Nationale Industrielle et Minière (SNIM), einer staatlichen Bergbaugesellschaft. Danach arbeitete er in weiteren Positionen für die Regierung Mauretaniens. Von 2009 bis 2014 war er nationaler Minister für Wohnen, Stadtplanung und Regionalentwicklung. Nach dieser Zeit hatte er keine spezifische Position, arbeitete aber weiterhin für seine politische Partei.
Am 3. August 2019 wurde Ould Cheikh Sidiya von Präsident Mohamed Ould Ghazouani zum mauretanischen Premierminister ernannt und trat sein Amt zwei Tage später an.